# Museu Nacional de l'Aràbia Saudita
El Museu Nacional de l'Aràbia Saudita (àrab: متحف السعودية الوطني, Matḥaf as-Saʿūdiyya al-Waṭanī) és el més important museu nacional del Regne de l'Aràbia Saudita. Fundat el 1999, és part del Centre històric Rei Abdul Aziz a la ciutat de Riad.
El Museu Nacional va ser part del Pla de Desenvolupament Murabba per a la renovació de la zona antiga dels voltants del districte del palau de Murabba per les Celebracions del Centenari a l'Aràbia Saudita. Així, el termini per a la finalització es va fixar a principis de 1999, deixant només 26 mesos per a la planificació i construcció del museu des de zero.